# Vlag van Dordrecht

Vlag van de gemeente Dordrecht

De vlag van Dordrecht werd reeds in maart 1857 genoemd als vlag van de Zuid-Hollandse gemeente Dordrecht. De tekening op de vlag komt overeen met die in het wapen van Dordrecht, en heeft drie banen van gelijke hoogte, rood-wit-rood van kleur. Ten opzichte van het wapen is de vlag gekanteld, iets dat vaker voorkomt bij oude vlaggen.
Deze kleuren zijn al sinds de dertiende eeuw bekend als de stadskleuren van Dordrecht. Oude afbeeldingen tonen de vlag zoals deze nu nog is en in de stadsrekening van 1284-1287 komt een post voor wegens de levering van rood en wit lijnwaad voor banieren en scheepsvlaggen. De vlag is gelijk aan de oudere vlag van Gouda en die van Hoorn, welke ook al eeuwenoud is. Hij is evenals gelijk aan die van Oostenrijk, ondanks de visuele overeenkomst is er geen enkele historische band tussen deze twee entiteiten.

## Verwante afbeeldingen

Wapen van Dordrecht
Vlag van Bouillon
Vlag van Gouda
Vlag van Hoorn
Vlag van Leuven
Vlag van Oostenrijk

Alblasserdam
· Albrandswaard
· Alphen aan den Rijn
· Barendrecht
· Bodegraven-Reeuwijk
· Capelle aan den IJssel
· Delft
· Den Haag
· Dordrecht
· Goeree-Overflakkee
· Gorinchem
· Gouda
· Hardinxveld-Giessendam
· Hendrik-Ido-Ambacht
· Hillegom
· Hoeksche Waard
· Kaag en Braassem
· Katwijk
· Krimpen aan den IJssel
· Krimpenerwaard
· Lansingerland
· Leiden
· Leiderdorp
· Leidschendam-Voorburg
· Lisse
· Maassluis
· Midden-Delfland
· Molenlanden
· Nieuwkoop
· Nissewaard
· Noordwijk
· Oegstgeest
· Papendrecht
· Pijnacker-Nootdorp
· Ridderkerk
· Rijswijk
· Rotterdam
· Schiedam
· Sliedrecht
· Teylingen
· Vlaardingen
· Voorne aan Zee
· Voorschoten
· Waddinxveen
· Wassenaar
· Westland
· Zoetermeer
· Zoeterwoude
· Zuidplas
· Zwijndrecht